# Joan Derk van der Capellen tot den Pol
Pour les articles homonymes, voir Van der Capellen.
Joan Derk van der Capellen tot den Pol (2 novembre 1741 – 6 juin 1784) est un noble néerlandais de l'Overijssel ayant pris part de façon active dans la rébellion des patriotes qui mena à l'instauration de la République batave qui remplaça l'union des Provinces-Unies fondée sur l'Acte de La Haye de 1581. 
Inspiré par la Révolution américaine, la Révolution batave (1780-1795) basait ses revendications sur la fin du régime du stathoudérat marqué d'un népotisme institutionnalisé et d'une corruption rampante. Van der Capellen publia un pamphlet (« Au peuple des Pays Bas » en néerlandais: Aan het Volk van Nederland) reprenant à son compte ces griefs tout en conjurant l’avènement d’une société plus libre et égalitaire. Fervent admirateur de la jeune république américaine, son œuvre milite également pour la reconnaissance de celle-ci.